# Florentia
Florentia fu una città romana della valle dell'Arno dalla quale ebbe origine Firenze. La tradizione la vuole costruita dalle legioni di Gaio Giulio Cesare nel 59 a.C., ma l'ipotesi prevalente fa risalire la fondazione al periodo augusteo (tra il 30 ed il 15 a.C.)

## Origine del nome
La leggenda attribuisce l'origine del nome Florentia a Florio (un soldato ucciso sul luogo) o ai fiori, o a Flora, poiché fondata durante i Ludi Floralia. Ma in realtà è tutto molto più semplice, Florentia è un nome beneaugurale: "che tu sia florida", "città della floridezza". Allo stesso modo Potentia, Placentia, Valentia, Pollentia in altre regioni dell'Impero. Anche l'antico nome di Granada, ad esempio, era Florentia Illiberitana. L'origine puramente benaugurale della parola Florentia è stata recentemente confermata dall'accademia della Crusca. Si sono cercate anche radici etrusche del termine. Semerano propose che Firenze derivasse, con una tipica reinterpretazione paretimologica, da un ipotetico birent o birenz con il significato di “terra tra le acque, paludosa” (in riferimento ai fiumi Mugnone e Affrico), collegato con l'accadico birent. Ipotesi molto fantasiosa quella di Semerano e priva di valore storico: la parola birentz non è attestata in etrusco e il nome etrusco dell'insediamento preromano non è conosciuto.
In realtà Florentia ha subito lo stesso passaggio lessicale verso l'italiano moderno di flos-floris in "fiore", divenendo prima Fiorenza (italiano medievale, attestato ad esempio nella Divina Commedia) e poi Firenze. Nelle lingue straniere è rimasta invece una dizione più fedele all'originale latino (ad esempio Florencia in spagnolo, Florence in francese e inglese, Florenz in tedesco o Florenția in rumeno).

## Primi insediamenti

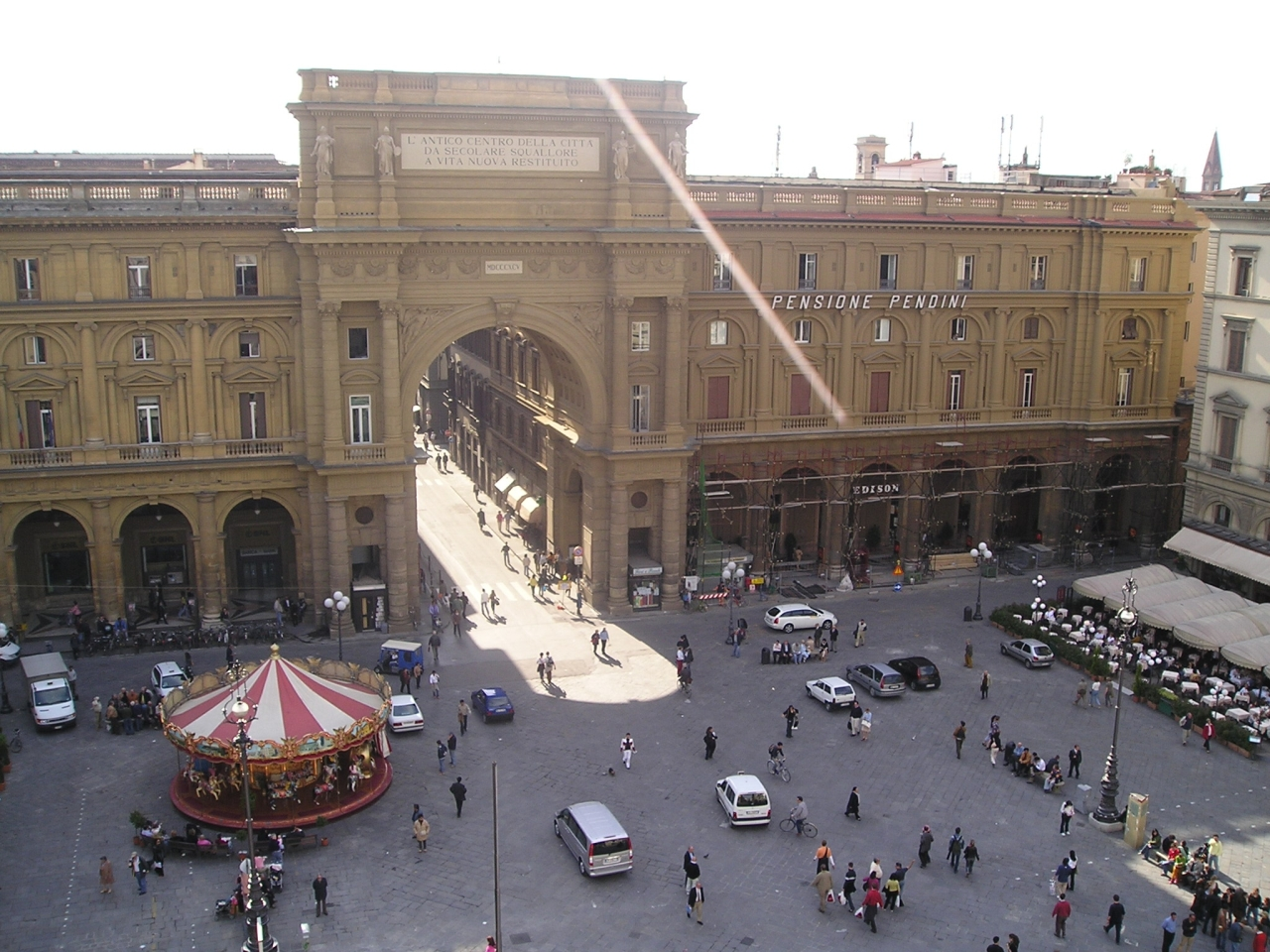
Piazza della Repubblica, antica piazza del Campidoglio centro di Florentia, si vedono il decumano maximo (via Strozzi) e Via del Campidoglio

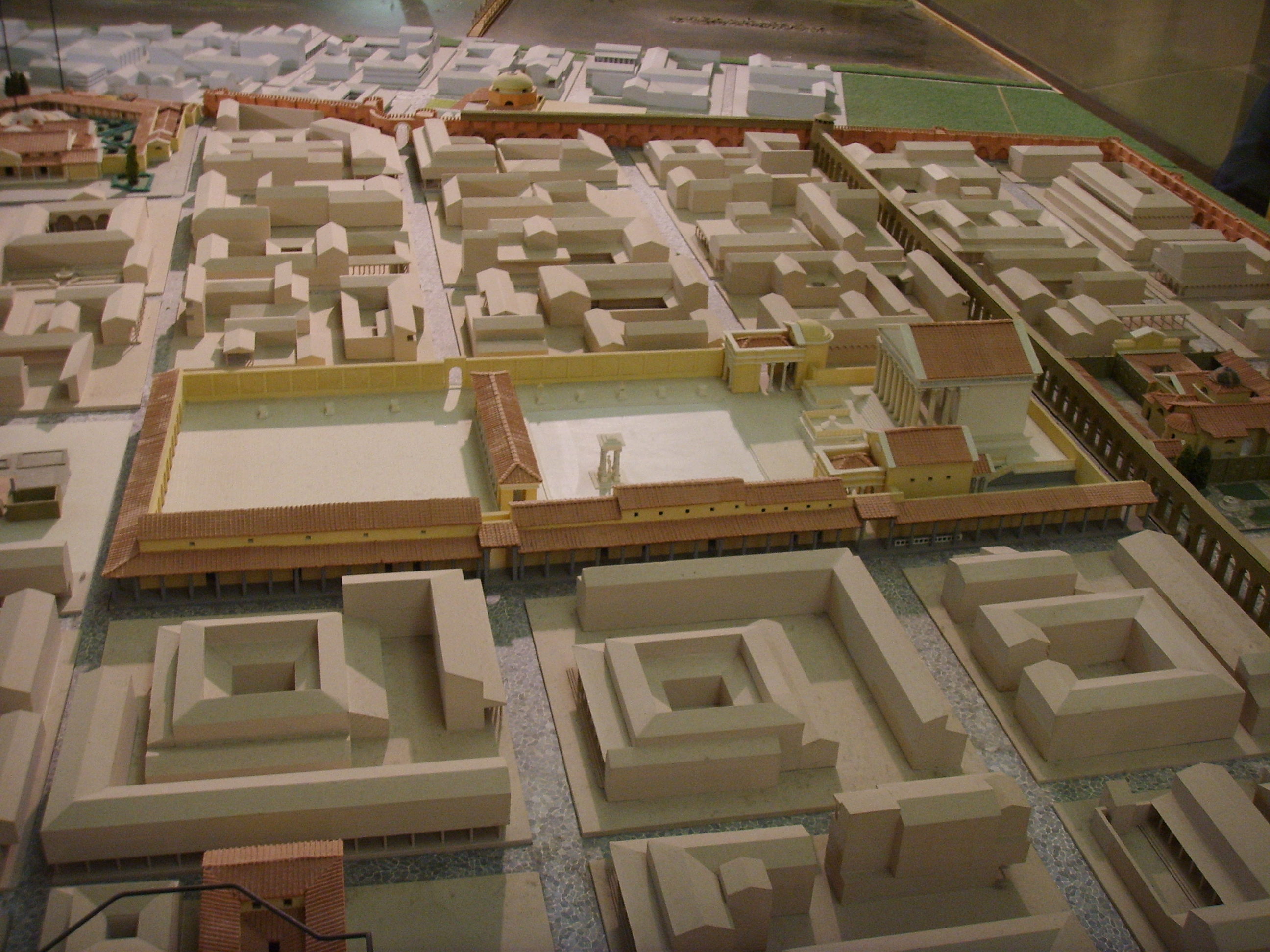
La stessa area di Piazza della Repubblica al tempo romano, plastico presso il Museo di Firenze com'era

Tracce di sepolture dell'Età del Rame sono state individuate nell'area del centro storico di Firenze tra Piazza della Signoria e Piazza della Repubblica.
Con l'Età del Ferro l'area fiorentina è interessata da insediamenti villanoviani, che sono testimoniati dalle sepolture dell'VIII secolo a.C. trovate tra il 1892 e il 1906 nel centro storico, verso via de' Vecchietti e sotto l'odierno ex-Gambrinus, in piazza della Repubblica.
L'area in cui sorgerà Firenze ebbe un notevole sviluppo in epoca etrusca, come documenta per esempio la Tomba della Montagnola, a Sesto Fiorentino.
L'areale del primo insediamento era probabilmente quello in cui era più facile il guado dell'Arno per la minor distanza tra le due sponde. Inoltre la posizione sullo spartiacque tra la confluenza degli affluenti dell'Arno, Mugnone e Affrico, dava all'area una quota leggermente superiore al resto della piana, probabilmente paludosa.
La zona fu interessata da una continuità d'insediamento anche in epoca successiva, visto che assicurava la possibilità di collegamento dell'Etruria interna con la città di Fiesole. Risulta probabile che gli Etruschi di Fiesole abbiano reso stabile l'attraversamento del fiume con una passerella di legno o un traghetto, nel punto in cui l'Arno si restringe (zona del Ponte Vecchio), forse anche per controllare militarmente un punto così strategico che tra l'altro si trova tra l'alto corso dell'Arno, il Valdarno aretino, ed il basso corso che conduce verso Pisa e il mare. Dai reperti trovati sul fondo dell'Arno (lastre di pietra) si può dedurre la grandezza e la tipologia della passerella: era infatti in legno montato su pile di pietra. L'interesse etrusco per la viabilità della valle dell'Arno è testimoniato anche dall'insediamento di Gonfienti, a Prato.
Dopo l'espansione romana in Etruria e nella pianura padana, l'insediamento del guado probabilmente crebbe, anche perché la via Cassia, per un certo periodo, attraversò l'Arno proprio nell'area fiorentina, forse proprio nella zona dell'attuale Ponte Vecchio.
Alcuni scavi hanno individuato edifici civili romani e un cerchio murario a lato delle mura del 1333, abbattute durante lo scempio del XIX secolo per fare posto ai viali di Circonvallazione.
Dall'odierna Piazza Donatello in direzione est verso il torrente Affrico sorgeva probabilmente un agglomerato urbano forse etrusco-romano che era l'espansione verso l'Arno della Fiesole romana a difesa del ponte etrusco che attraversava l'Arno all'altezza dell'odierna frazione di Rovezzano, già citato dagli storici medievali come Giovanni Villani
(G. Villani Nuova Cronica Lib.II Cap. XX)
Questo agglomerato era forse un avamposto costruito al tempo della guerra civile tra Gaio Mario e Lucio Cornelio Silla vinta dal partito di quest'ultimo che provvide poi alla conquista della colonia fiesolana favorevole al partito di Mario.
La decadenza di Fiesole dopo l'80 a.C., dette, probabilmente, un nuovo impulso all'insediamento a valle. Dopo la disastrosa avventura di Catilina, che si concluse tragicamente nel 62 a.C. a Pistoria (Pistoia), che vide di nuovo i municipi etruschi confederati contro Roma, la città etrusco-romana acquisì sempre più valore strategico data la sua posizione geografica tra il fiume e la collina. Nello stesso anno Cesare ordinò la costruzione di un castrum per controllare la città di Fiesole a causa della grande quantità di catilinari.

## La fondazione della colonia

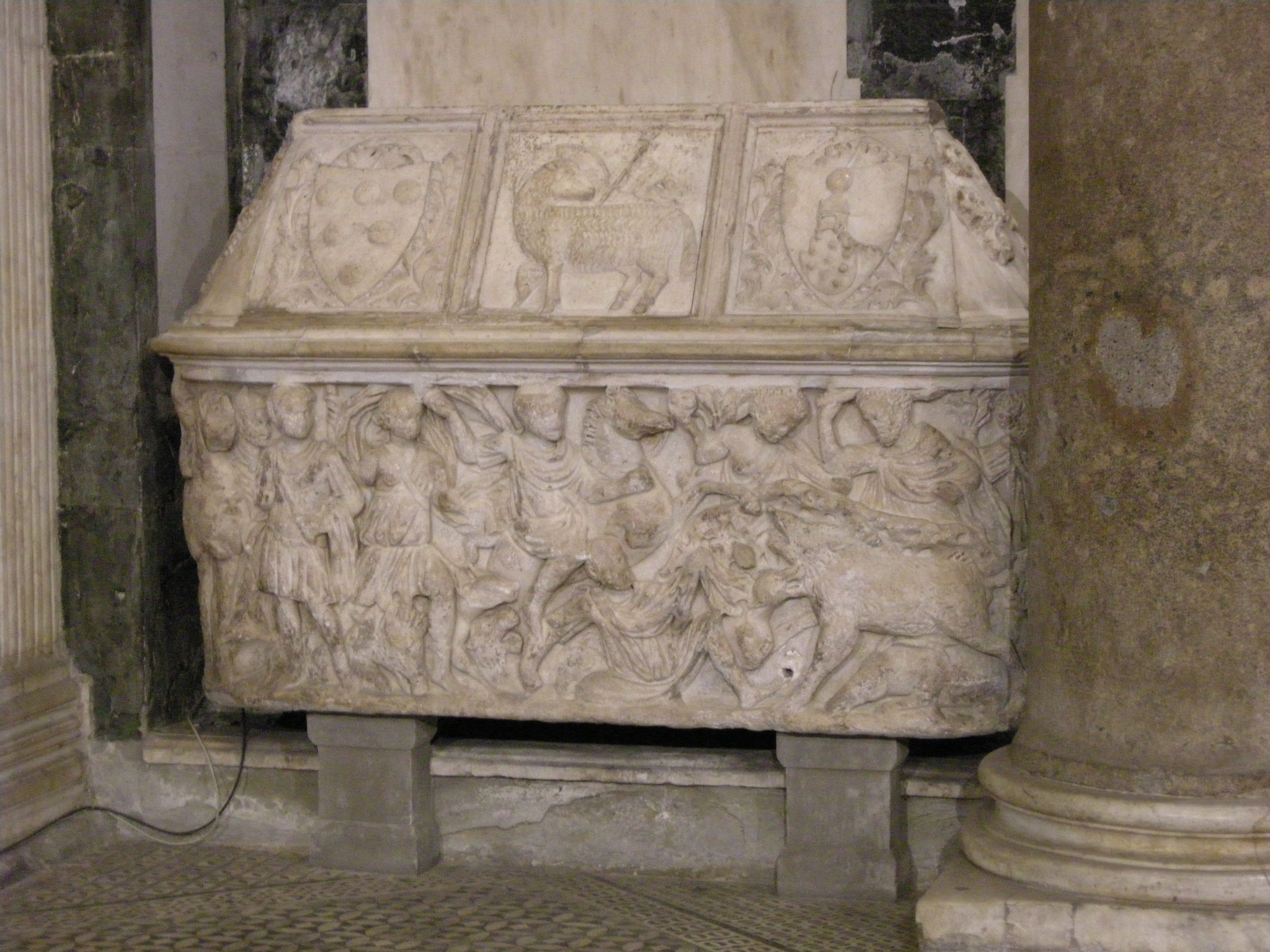
Battistero, sarcofago romano con rappresentato la Caccia di Meleagro

Incerta è la data della fondazione della colonia di Florentia che nel tempo è stata variamente attribuita, a parte riferimenti mitologici, a Silla, a Gaio Giulio Cesare o a Ottaviano.
Gli storici sono concordi nel datare al 59 a.C. la fondazione della colonia romana di Florentia. Il Liber Coloniarum attribuisce ad una lex Iulia agris limitandis metiundis, voluta da Gaio Giulio Cesare, la volontà di far nascere un nuovo impianto urbano in questo tratto della valle dell'Arno, là dove traversava il fiume all'altezza di Ponte Vecchio.
Al secondo triumvirato risale invece l'effettivo impianto della città e la centuriazione del suo territorio, per poter sistemare i veterani per mezzo dell'assegnazione di terreni.
Come consueto nella fondazione di nuovi insediamenti, la città ed i suoi dintorni vennero definiti secondo un preciso piano che coinvolgeva l'impianto urbano ed in territorio agricolo.
Per la città fu seguita la regola ideale dell'orientamento secondo gli assi cardinali, mentre
il territorio circostante fu sistemato tenendo conto della conformazione idraulica, ruotando gli assi secondo quanto conveniente.
Dalle foto aeree, ancora oggi, si possono distinguere il cardo massimo orientato Nord-Sud (da Via Roma all'Arno), e il decumano massimo orientato Est-Ovest (l'attuale percorso di Via Strozzi e Via del Corso) che si incrociavano all'altezza dell'attuale Piazza della Repubblica sede del Foro della città e del Campidoglio, circondati dai principali edifici pubblici e templi.
Durante i secoli dell'Impero infatti, la città si arricchi di tutti quegli edifici ed infrastrutture che caratterizzano le città romane: un acquedotto (dal Monte Morello), due terme, un teatro e un anfiteatro, sorto fuori dalle mura, come era consueto.

## Gli edifici romani

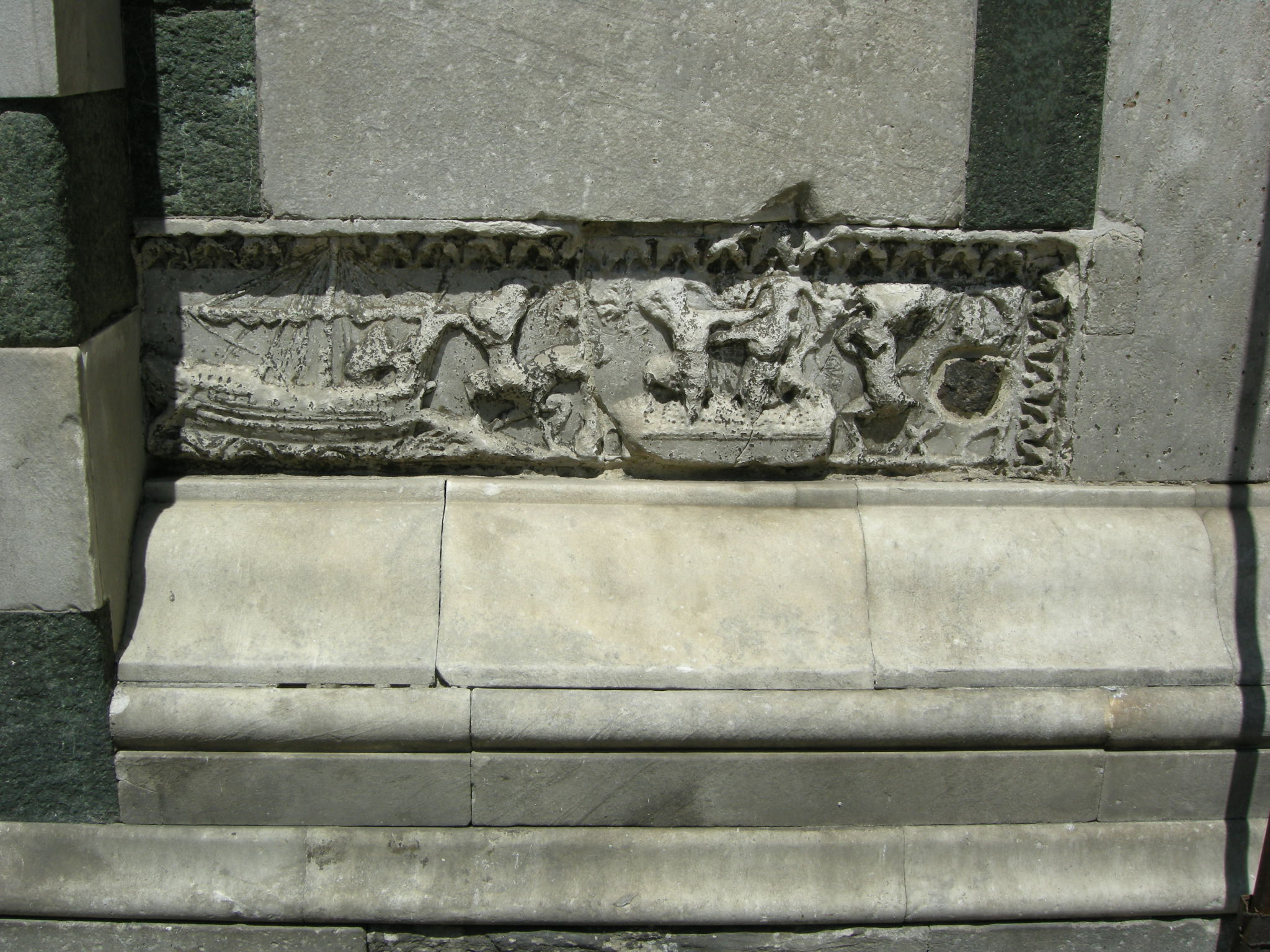
Rappresentazione di vendemmia e "nave oneraria" su un rilievo romano reimpiegato nel Battistero

Secondo il Guicciardini i romani che costruirono Florentia erano:
Al dio Marte, secondo la tradizione militare, fu dedicato naturalmente il tempio principale della città da sempre identificato con il Battistero, il cambio del patrono è stato sottolineato anche da Dante nell'Inferno:
(Dante Inf. XIII, 143)
Ed ancora Lorenzo Ghiberti nella sua Cronaca del XV secolo esclama:
Gradivus (colui che va) era uno dei vari nomi o attributi del Dio Marte, ma lo stesso autore-artista indica nel Battistero il vecchio tempio pagano cristianizzato:

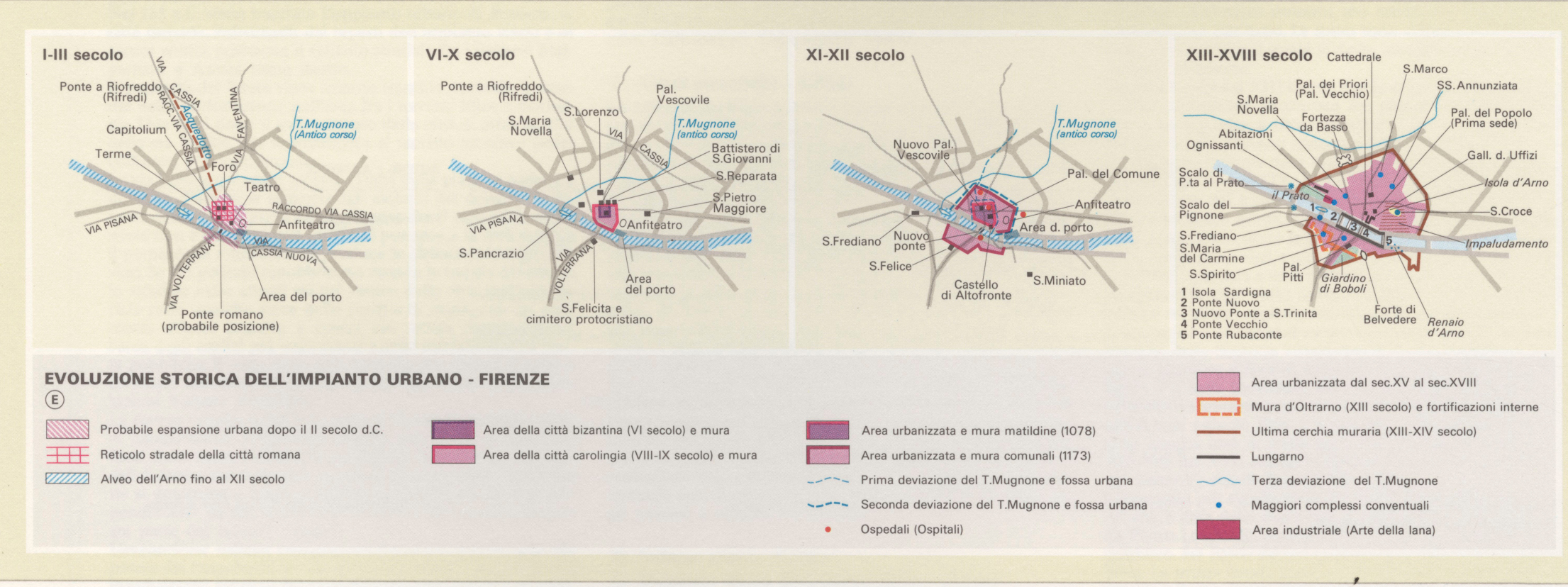
Evoluzione storica dell'impianto urbano di Firenze dal I al XVIII secolo

La città, nel frattempo si stava allargando in tutte le direzioni; verso nord nell'area religiosa del Tempio di Marte e poi l'antica chiesa di Santa Reparata, verso sud fino al fiume e anche oltre l'Arno dove si stanziò una colonia di commercianti siriani all'interno della quale si svilupparono i primi nuclei di cristiani della città.
Ma più che altro la città si estese verso est come testimoniano le fondazioni di edifici civili e resti di terme del periodo imperiale, scoperti durante gli scavi in piazza della Signoria, ma soprattutto nella discesa che porta alla sottostante piazza San Firenze.
Su questo declivio naturale i romani avevano costruito il Teatro della città (I secolo d.C.), che affiora da sotto palazzo Vecchio e palazzo Gondi. Dove a lungo ha avuto sede il Tribunale verosimilmente si trovava la skené e verso piazza della Signoria le gradinate per il pubblico. Poco distante, fuori dalle mura, sono state trovate le tracce di un Tempio di Iside (II secolo d.C.), scavate tra l'ottobre e il dicembre 2008.

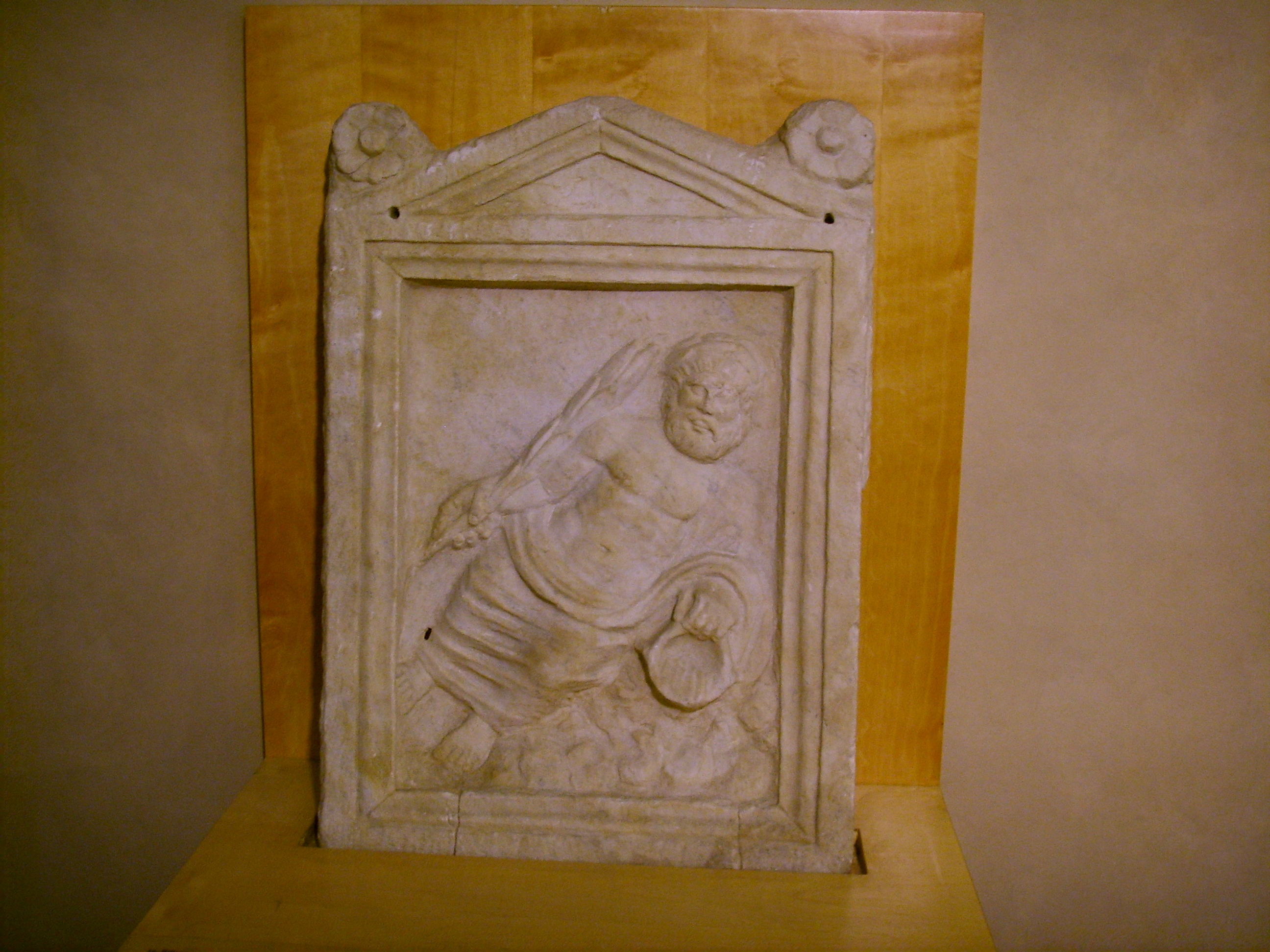
Bassorilievo ritrovato sotto l'ingresso del cinema Gambrinus rappresentante una Divinità fluviale; tale icona, che probabilmente rappresenta l'Arno, era situata in una scalinata che si ritiene appartenere al pozzo coevo alla fondazione della città.

Le fondazioni delle mura, con torri difensive, sono state rinvenute sotto via del Proconsolo e secondo gli scavi più recenti risalirebbero al periodo tra il 30 e il 15 a.C. Erano spesse in media due metri e circondavano un'area di circa 20 ettari. Altri resti romani sono stati trovati sotto il vicino palazzo dell'Arte dei Giudici e Notai. Sotto la chiesa di Santa Felicita si trova un tratto della via Cassia.
Una delle poche strutture effettivamente ancora riconoscibili in laterizio romano è quella dell'Anfiteatro, che si trovava fuori dal castrum cesariano, nell'attuale quartiere medievale di Santa Croce.
Il primo che fece uno studio approfondito su questa struttura fu l'erudito Domenico Maria Manni che nel 1746 pubblicò il libro Notizie istoriche intorno al Parlagio ovvero anfiteatro di Firenze.
Circondato da una strada che, opportunamente, era chiamata sin dal Medioevo via Tórta, l'anfiteatro di Florentia era di medie proporzioni (circa 20.000 posti, contro gli 87.000 del Colosseo), forse a testimoniare l'esiguità della popolazione locale, ma perfettamente riconoscibile nelle sue strutture portanti, anche se qui, come in altri casi (es. l'anfiteatro di Lucca), la sovrapposizione di case medievali ha chiuso gli antichi archi (i fornices) e sfruttato tutti gli spazi del piccolo anfiteatro.
Nell'Ottocento alcuni nomi delle vie attorno a piazza della Repubblica furono scelti in base ai ritrovamenti romani nel sottosuolo: via delle Terme, via del Campidoglio, via di Capaccio (cioè del Caput Aquae, dello sbocco dell'acquedotto, che Nuova Cronica di Giovanni Villani è assegnato a Macrino, generale di Cesare).

## I dintorni di Florentia
Verso sud Florentia confinava con una zona di ville e bagni termali, zona che ancora oggi porta il nome di Bagno a Ripoli, comune del Chianti, contiguo alla città odierna, ma in epoca romana luogo di divertimento e riposo come si vede dai ritrovamenti di ville e complessi termali. Ma la testimonianza più interessante dell'Etruria romana è la bellissima zona archeologica di Fiesole, con il teatro quasi integro e le terme, già di epoca repubblicana, che furono abbellite sotto gli imperatori Claudio e Settimio Severo.
A Nord della città passava la via Cassia e, come in molti altri casi nelle città di origine romana, alcune frazioni hanno preso il nome dalla distanza, in miglia romane, dalla città; nel caso di Florentia, in direzione nord-ovest si trovano, dal terzo miglio in poi Terzolle (ed anche Le Tre Pietre), Quarto, Quinto, Sesto Fiorentino e Settimello.
La città medievale non si sovrappose subito all'antica Florentia: ancora nel '400 Guicciardini testimonia le ancora visibili vestigia di Florentia.
Quindi, al crescere della sua importanza, Florentia con Adriano fu raggiunta dalla via Cassia che la unì alla rete viaria dell'Impero.
Sotto Diocleziano fu innalzata a Corrector Italiae cioè capitale dell'Etruria settentrionale e dell'Umbria, e fu preferita a città ben più antiche come le etrusche Fiesole, Arezzo e Perugia.

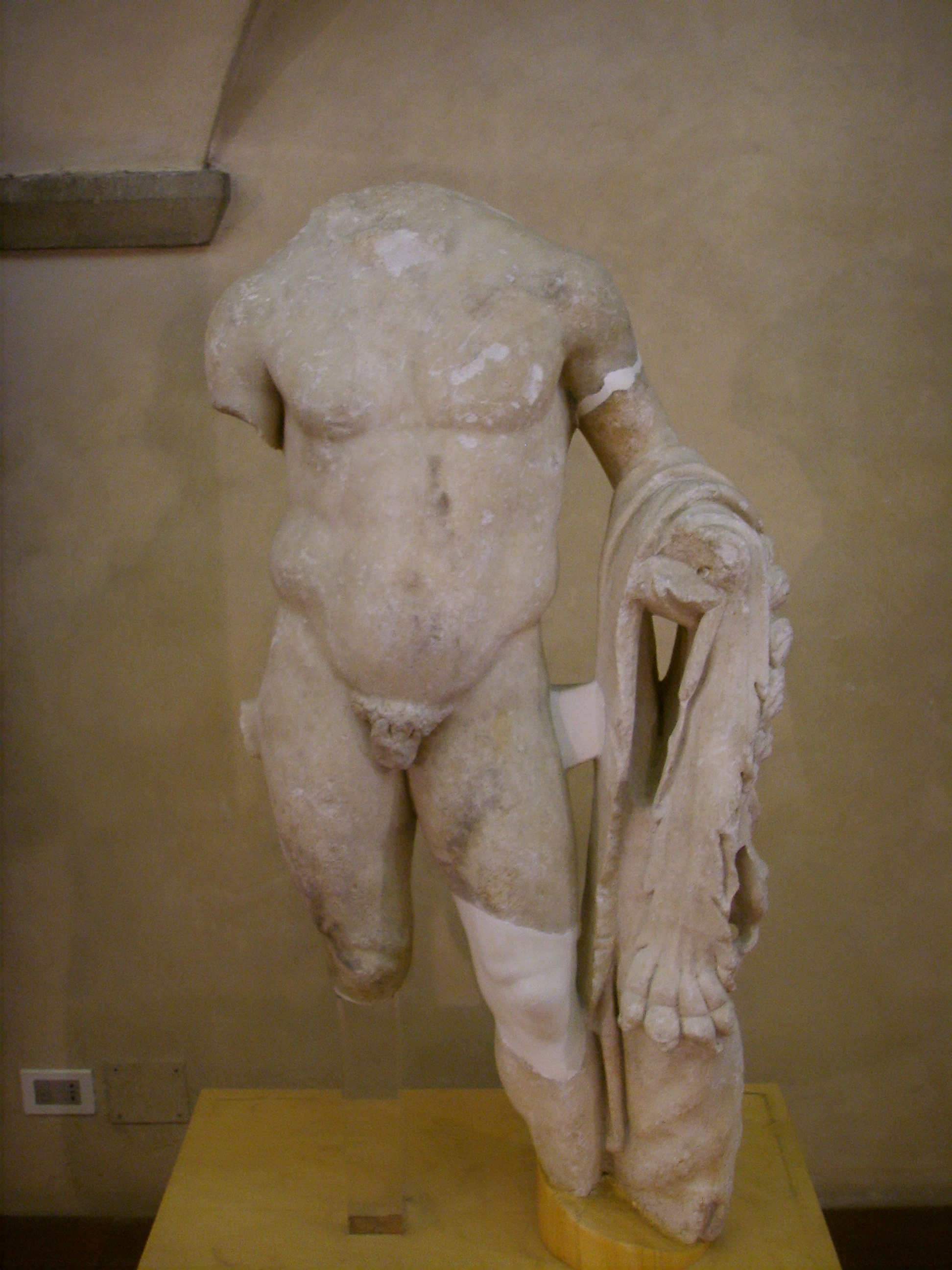
Statua di Ercole trovata presso via del Capaccio

## Centuriazione
Come tutte le colonie romane, anche per Florentia venne eseguita la centuriazione del territorio circostante ed in particolare di quello pianeggiante e presumibilmente paludoso ad ovest della città che fu contemporaneamente bonificato per poter ricavare appezzamento da assegnare ai legionari veterani.
Le tracce della centuriazione sono ancora visibili, per esempio sulla cartografia IGM (anche se lo sono ancora di più osservando le edizioni fino agli anni '50, prima che l'espansione urbana aggredisse in modo rilevante la piana tra Firenze e Campi ed oltre).
La regolarità geometrica dei campi nelle poche zone ancora non urbanizzate è un'eredità della
vasta bonifica romana, connessa alla colonia di
Florentia, che si estendeva su tutta la piana tra Firenze e Prato ricollegandosi alla centuriazione di Pistoriae (Pistoia).
Dalle risultanze cartografiche è stato possibile ricostruire lo schema della centuriazione nel suo insieme, fatto da quadrati di circa 710 metri di lato

## Florentia cristiana
Al tempo della decadenza dell'Impero romano, Florentia era una città florida grazie al commercio. L'Arno, come testimonia Strabone, era un fiume ancora navigabile e all'altezza dell'odierna piazza de' Giudici (altri situano il porto nella successiva piazza Mentana) c'erano delle banchine, più o meno dove oggi c'è il Circolo della Canottieri Firenze, per il carico e lo scarico delle merci nella zona che ancora oggi si chiama la Dogana.
Ma il benessere economico attirò inevitabilmente anche le scorrerie dei re barbari che imperversavano in Italia: nel 405 o nel 406 fu assediata dagli Ostrogoti di Radagaiso, e di nuovo nel 542 dagli stessi Ostrogoti stavolta comandati dal re Totila.

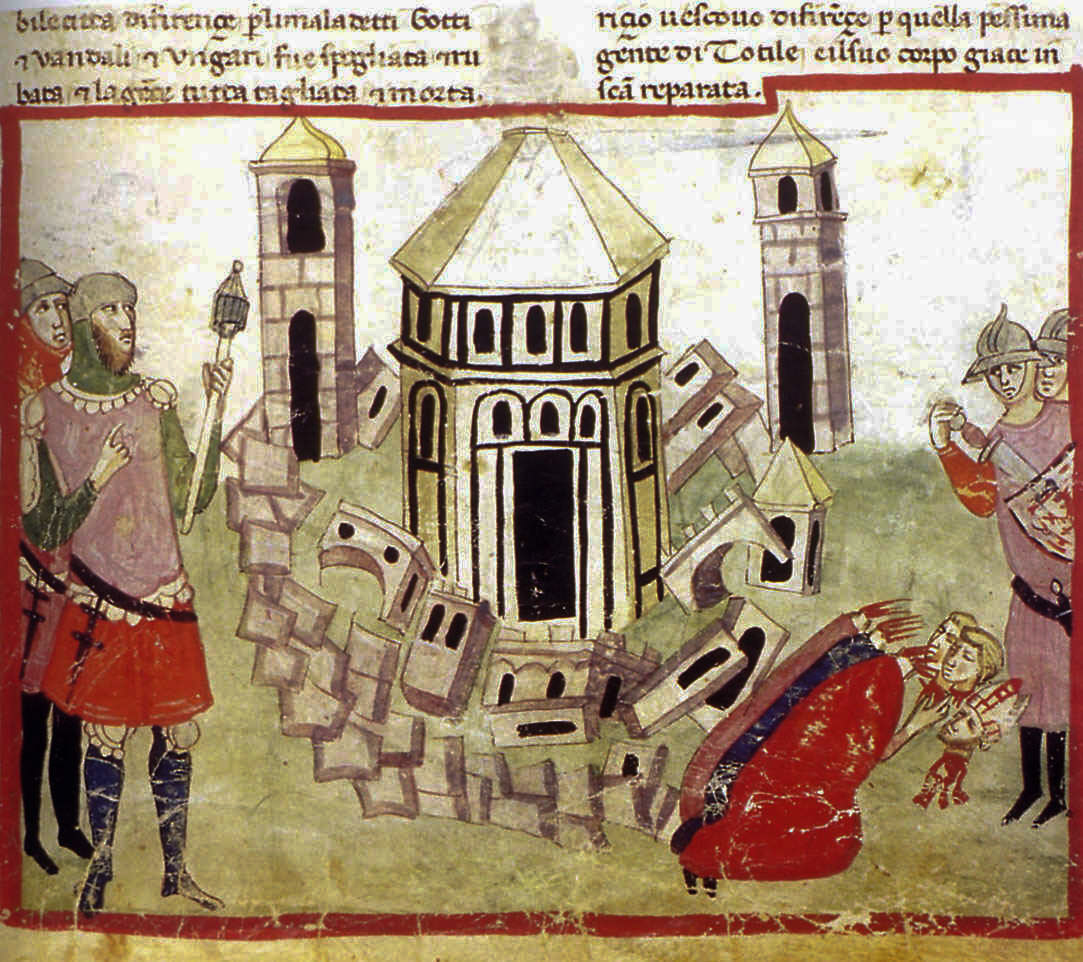
Totila fa distruggere Florentia nel 542 (in realtà si trattava di una leggenda medievale ma nella realtà storica Totila non riuscì affatto ad espugnare Florentia).

Con Costantino il Cristianesimo era diventata religione di Stato, ma l'affermazione della religione cristiana a Florentia non fu facile né indolore.

Le borgate dell'Oltrarno, dove viveva una nutrita comunità di commercianti orientali, soprattutto siriani, furono la culla delle nuove religioni, sia il Mitraismo, sia il culto egiziano della dea Iside (un tempio a lei dedicato si trovava in Piazza San Firenze), sia il Cristianesimo. Queste borgate erano comunque una zona periferica della città, come scrive il nobile Guicciardini abitato da gente vile; il centro della città, invece, era in mano alle famiglie patrizie legate alla vecchia religione.

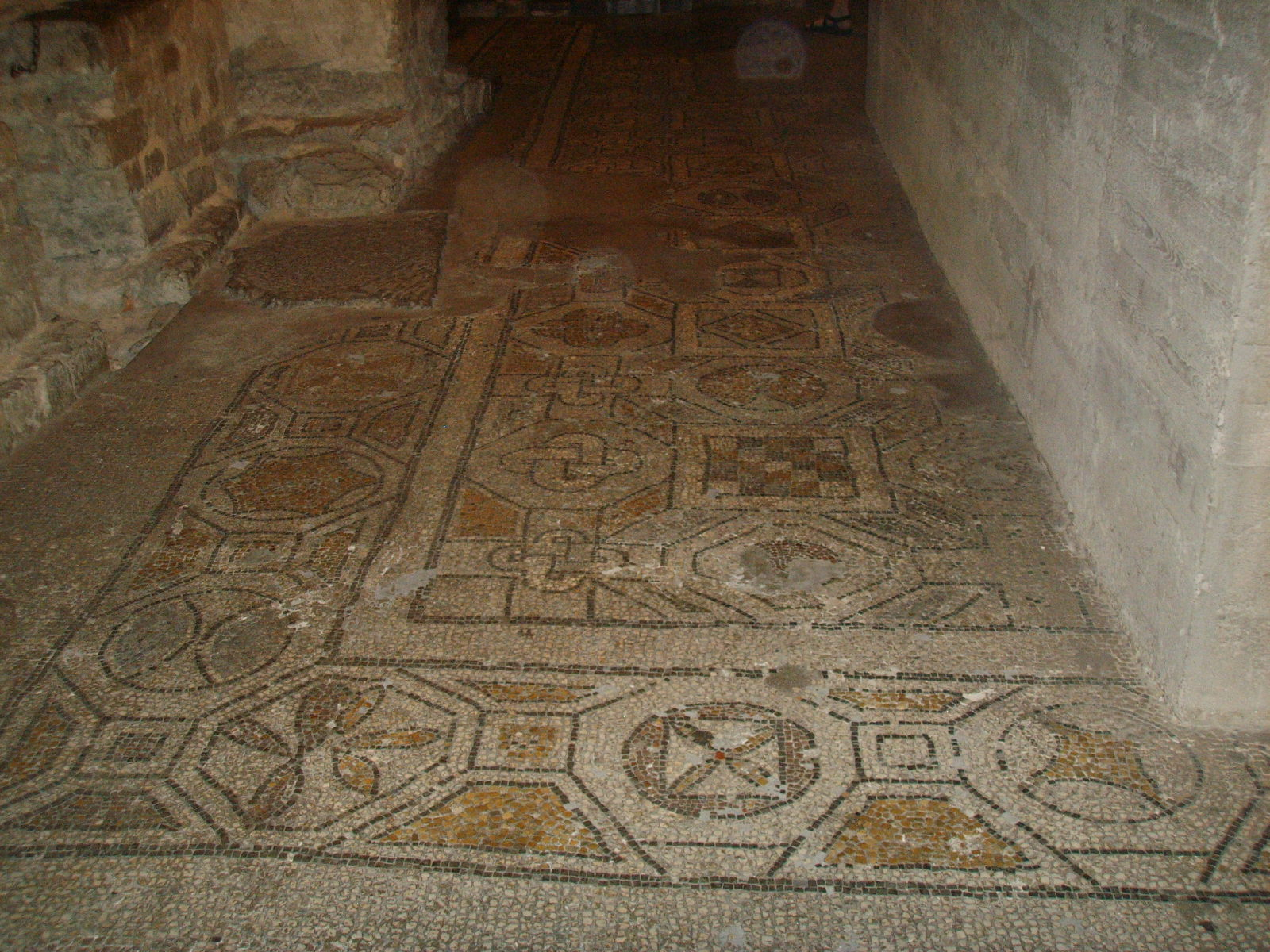
Pavimento della Chiesa di Santa Reparata

Le religioni orientali di stampo misteriosofico, per via della presa che facevano sulla "gente vile", preoccuparono il patriziato di Florentia, ma il pericolo maggiore era costituito dall'ascendente che i capi religiosi del cristianesimo avevano sulle folle.
Florentia annoverò così i primi martiri della città. Il vescovo d'origine siriana Miniato (III secolo) fu uno dei più celebri: le sue ossa sono sepolte nella chiesa d'oltrarno di San Miniato al Monte a lui dedicata dopo il suo martirio avvenuto nell'Anfiteatro. Già nel IV secolo esiste una prova documentata di un vescovo Felice, anche se una vera organizzazione diocesana a Firenze fu possibile solo pochi decenni dopo con San Zanobi (337 - 417).
Con il protrarsi delle invasioni straniere, dai Bizantini ai Longobardi, la Florentia romana decadde. In seguito, nel periodo carolingio, la città fu rifondata da Carlo Magno e Sant'Ambrogio curò la struttura clericale della città e nominò i nuovi vescovi.
Florentia cominciò ad assumere un'importanza che non aveva mai avuto in precedenza, ma era nata un'altra città: Firenze.

## La progressiva scomparsa dellaFlorentiaromana

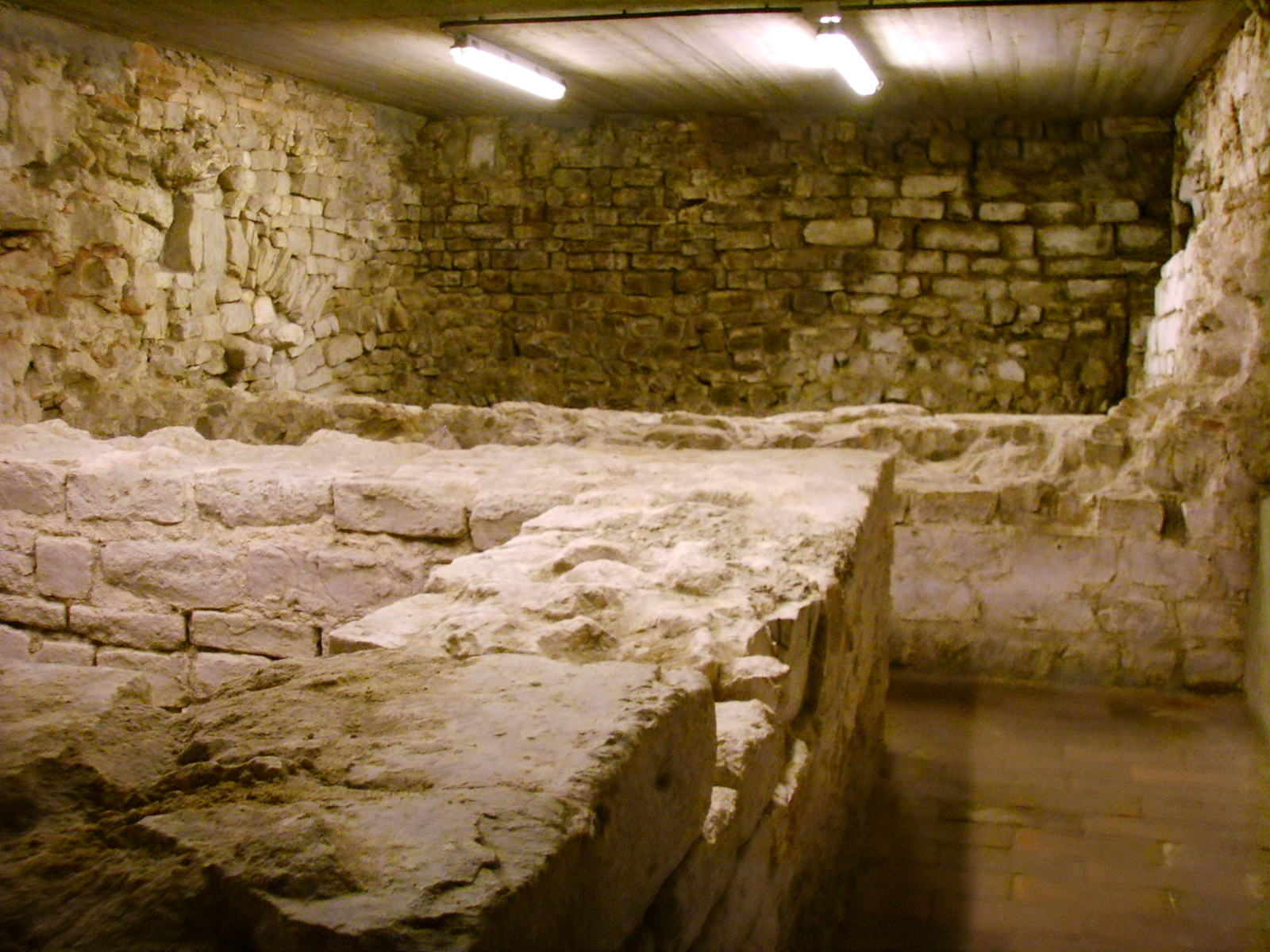
Resti delle Terme romane sotto la Torre della Pagliazza

Tra il I e il II secolo la città fece parte pienamente del vasto e organizzato sistema commerciale dell'impero romano, grazie anche al porto fluviale, che consentiva commerci fino con Pisa. Gli scavi archeologici hanno documentato, tra l'altro, scambi con la Gallia e l'Africa. Nel tardo impero la città fu coinvolta nelle generale crisi, anche economica, dell'impero. Nel VI secolo con le guerre greco-gotiche e la conquista longobarda si aggravò definitivamente la situazione di generale ripiegamento, con l'interruzione dei traffici commerciali ed il generale impoverimento.
Tra il VI e l'VIII secolo, probabilmente, entrò in crisi anche la struttura urbanistica della città, con il calo demografico, l'abbandono delle aree più esterne ed il degrado generale e progressivo di tutti gli edifici e delle mura.
A partire dall'XI secolo la nuova crescita edilizia lascia poche vestigia del passato. I resti del teatro, delle terme dell'anfiteatro e di altri edifici furono inglobati in nuovi edifici o usati come fondamenta. La piazza del Foro fu densamente edificata e diventò in seguito parte del Ghetto, intorno alla piazza del Mercato Vecchio.
Con la sistemazione sabauda della piazza del Mercato Vecchio, al tempo di Firenze capitale d'Italia (il cosiddetto Risanamento), il Ghetto fu abbattuto e con questo anche le più importanti vestigia del Campidoglio e del Foro sono scomparse. Dei ritrovamenti fatti durante tali lavori, furono fatti solo sommari rilievi e le testimonianze raccolte dall'architetto Corinto Corinti.

## Arte romana a Firenze
Contrariamente a quanto si possa immaginare, la quasi totalità di arte romana presente oggi a Firenze, a parte alcuni rari esempi di sarcofagi citati poco sopra, non apparteneva a Florentia, ma venne portata da Roma all'epoca dei Medici e dei Lorena. Vengono da Roma la collezione di statue antiche che decorano la Loggia dei Lanzi, la Galleria degli Uffizi, Palazzo Pitti e il Giardino di Boboli, compreso l'obelisco. L'altro obelisco romano della città, che si trova in Piazza Santa Trinita di fronte alla chiesa omonima, viene dalle Terme di Caracalla, dono di papa Pio IV al granduca Cosimo I. Le collezioni romane del Museo archeologico nazionale hanno varia provenienza e furono in gran parte convogliate in città tra Otto e Novecento, ad esclusione dei materiali accolti nel cosiddetto "cortile dei Fiorentini".